# Kajetan Sołtyk
Kajetan Ignacy Sołtyk (Chwałowice, 12 november 1715 - Kielce, 30 juli 1788) was de 65e bisschop van Krakau, bisschop van Kiev, ridder in de Orde van de Witte Adelaar en senator.

## Biografie
Kajetan Sołtyk was een telg van het Poolse adellijke geslacht Sołtyk. Zijn vader was Józef Sołtyk, kastelein van Lublin en hofmaarschalk van de primaat van Polen Teodor Potocki, en zijn moeder Konstancja z Drzewickich.
Sołtyk organiseerde in 1753 een tribunaal in Zjytomyr tegen 33 joden en beschuldigden hen van rituele moord op een christelijke kind. De joden werden gemarteld en 13 geëxecuteerd.
Hij werd in 1757 benoemd tot ridder in de Orde van de Witte Adelaar en in 1779 ridder in de Orde van Sint-Stanislaus.
Sołtyk werd in 1764 aangesteld als senator. Voor zijn oppositie tegen de dictatuur tijdens de Repnin Sejm werden hij en drie andere Poolse senatoren in 1767 gearresteerd en in Kaloega in het gevang gezet. Hij werd in 1773 vrijgelaten, maar kreeg veel negatieve aandacht vanwege zijn grillig gedrag waardoor zijn politieke vijanden uiteindelijk de kans grepen om hem krankzinnig te verklaren. Sołtyk is er na zijn gevangenschap nooit meer in geslaagd om zijn bisschoppelijke macht van zijn plaatsvervangers terug te nemen.

## Galerij

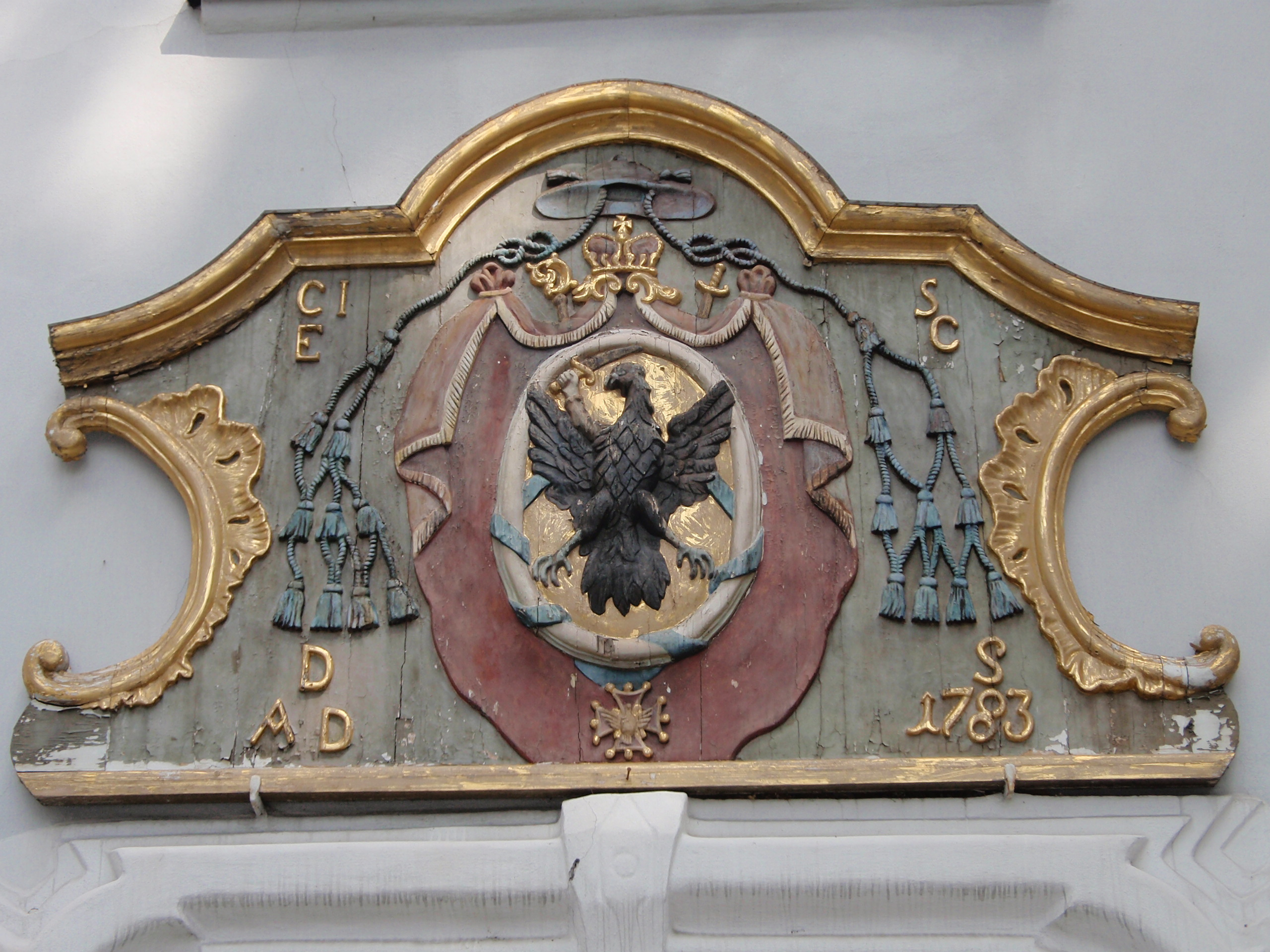
Het wapen van Kajetan Sołtyk boven de ingang van de St. Maciejkerk in Siewierz
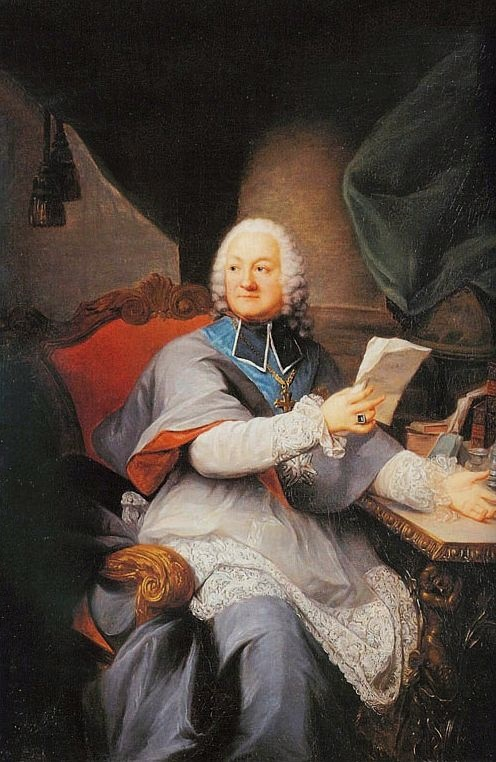
Schilderij door Marcello Bacciarelli
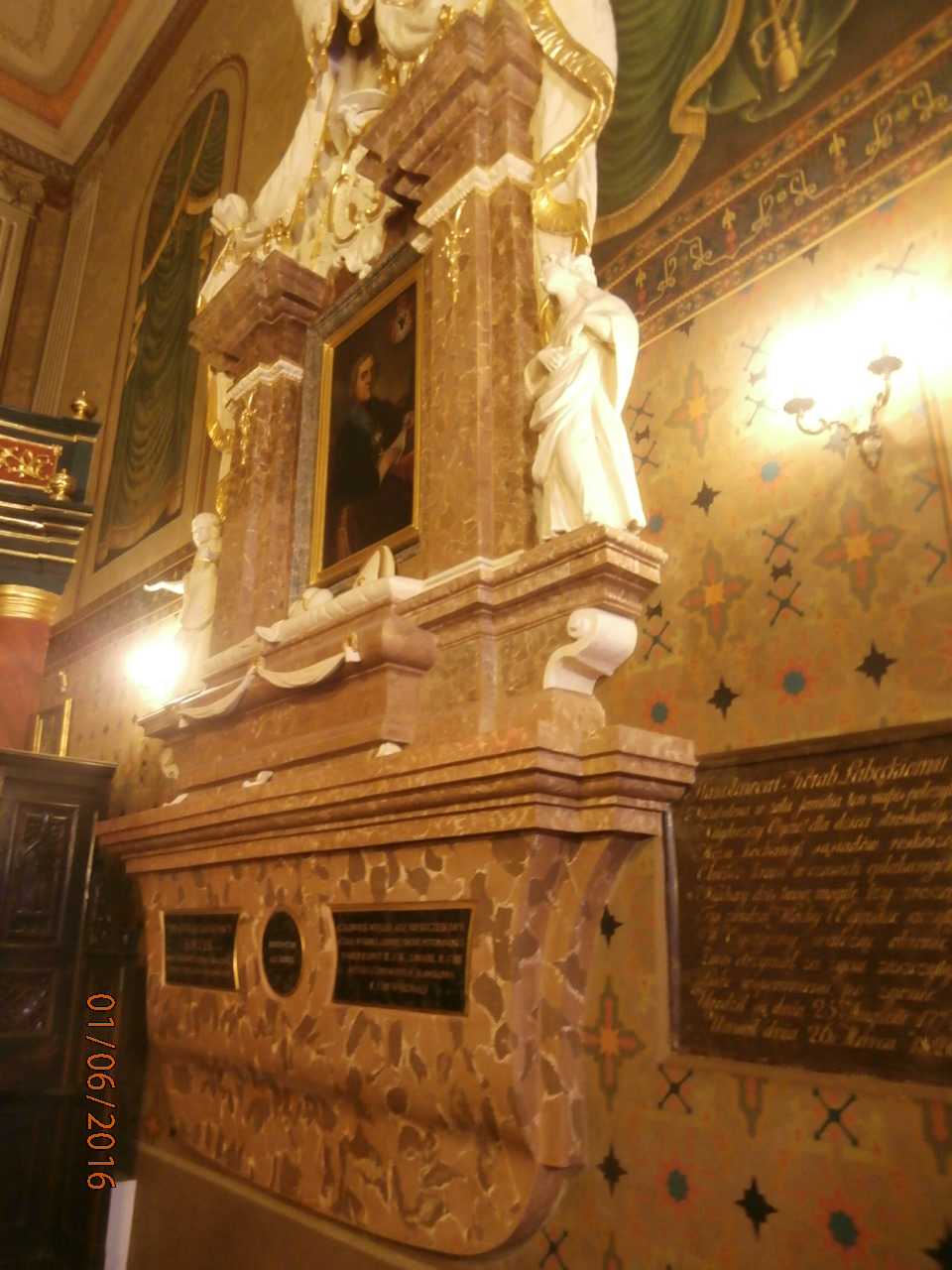
Praalgraf in de Parochiekerk van het Heilige Kruis in Sławków

- Gemeinsame Normdatei: 101313950X
- International Standard Name Identifier: 0000 0001 2018 4247
- Nationale Bibliotheek van Israël: 987007268399505171
- Réseau des bibliothèques de Suisse occidentale: 02-A023965185
- Système universitaire de documentation: 185805019
- Virtual International Authority File: 83181998
- WorldCat: E39PBJwmPGVcBxQpdfkCtGppT3